# Gonzalo Galindo
Gonzalo Germán Galindo Sánchez (Cochabamba, 20 de outubro de 1974) é um futebolista boliviano que atua como meio-campista.

## Carreira
Galindo integrou a Seleção Boliviana de Futebol na Copa América de 2001.